# 千葉県道41号茂原停車場線

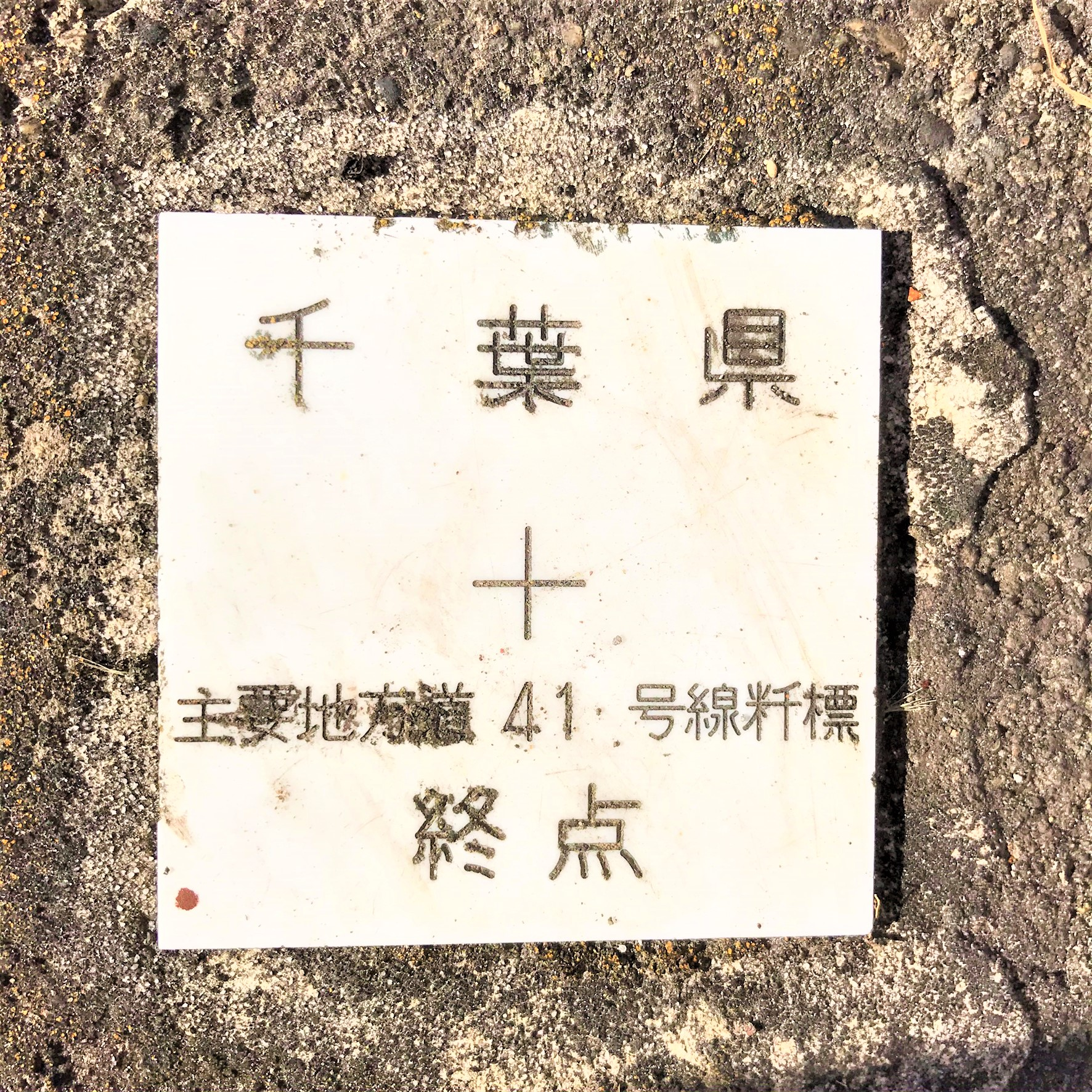
茂原停車場線の終点標

千葉県道41号茂原停車場線（ちばけんどう41ごう もばらていしゃじょうせん）は、千葉県茂原市を起点・終点とする県道（主要地方道）。JR外房線茂原駅南口と国道128号を結ぶ。南口広場から国道へ向けて直進する幅の広い大通りではなく、広場の東側のジャスコの前を通過するやや幅の狭い道が県道となっている。

## 路線データ
- 起点：茂原市千代田町 茂原駅前南口交差点（茂原駅南口 駅前広場）
- 終点：茂原市千代田町・茂原 千代田町交差点（国道128号交点）
- 総延長：0.338 km（長生土木事務所管内：0.338 km）
- 重用延長：なし（長生土木事務所管内：0.338 km）
- 実延長：0.338 km（長生土木事務所管内：0.338 km[1]）
- 認定年月日：1955年（昭和30年）3月4日

## 地理

### 通過する自治体
- 千葉県
  - 茂原市

### 接続する道路
- 国道128号（千代田町交差点）
- 千葉県道85号茂原夷隅線（千代田町交差点） - 国道128号と重複。

### 周辺の施設
- 茂原駅
- イオン茂原店
- 茂原ステーションホテル
- ちばぎん証券茂原支店